# Синуклеины
Синуклеины — семейство белков, обнаруживаемых в нервной ткани и в некоторых видах опухолей. У человека известно три белка: альфа-синуклеин, бета-синуклеин, гамма-синуклеин. В последнее время к семейству относят белок синоретин. Интерес к данным белкам пробудился после обнаружения мутации гена альфа-синуклеина в нескольких семьях с аутосомо-доминантной формой болезни Паркинсона. Пока что синуклеины обнаружены только у позвоночных, однако по структуре они схожи с LEA-белками растений (англ. late-embryo-abundant).
Таким образом, семейство синуклеинов насчитывает 4 изоформы.

## Общая характеристика синуклеинов
Семейство синуклеинов несколько разнится, так как в синтезе участвуют различные гены позвоночных. Все синуклеины обладают высококонсервативными алипотерминальными повторяющимися участками, которые могут опосредовать как связывание с липидами, так и димеризацию. Кроме того, они обладают нативно-развёрнутой третичной структурой, которая участвует в белок-белковом взаимодействии.
- α-синуклеин (ген SNCA, локус 4q21-q23, состоит из 6 экзонов). Синонимы: синелфин, NACP, SYN1.
- β-синуклеин (ген SNCB, локус 5q35, состоит из 6 экзонов). Синонимы: PNP14 (phosphoneuroprotein 14).
- γ-синуклеин (ген SNCG, локус 10q23, состоит из 5 экзонов). Синономы: персин, или BSCG-1 (грудной специфический онкоген, breast specific cancer gene-1).
- Синоретин — четвёртый член семейства синуклеинов, обнаруженный в сетчатке, клетках мозга.

## Локализация
Внутриклеточное расположение альфа-синуклеина до конца не установлено. Считается, что наиболее вероятные места его локализации (по мере убывания): пресинаптическая терминаль, ядерная оболочка, цитоплазма. Было показано, что α-синуклеин содержится не только в тельцах Леви, но и в других включениях, таких как: Леви-подобные тельца, виток-подобные включения. В патологии α-синуклеин был найден в тельцах и нейритах Леви, в нейрональной и смешанной нейронально-глиальной опухоли головного мозга (ганглиоме, медулобластоме), также в обонятельных луковицах и переднем обонятельном ядре.
β-синуклеин содержится в норме в: ЦНС (равномерно распределён в терминалях аксонов нейронов всей ЦНС), астроцитах, клетках Сертоли (яички), сетчатке и оптическом нерве, в слизистой обонятельной системы.
γ-синуклеин выявлен в норме также в ЦНС (во всём головном мозге взрослых), спинномозговом тяже, тройничном нерве, в крови (тромбоциты), эпидермисе, СМЖ (ликворе), сетчатке и оптическом нерве, слизистой обонятельной системы.
В патологии β-синуклеин обнаружен в яичниковой карциноме, медулобластоме, а γ-синуклеин — в грудинной и яичниковой карциноме, глаукоматозном оптическом нерве, глиальной опухоли высокой степени дифференцировки (эпендимоме, глиобластоме), то есть в клетках опухоли.
Тельца Леви — это цитоплазматические эозинофильные белковые агрегаты, содержащие α-синуклеин в качестве одного из основных компонентов.

## Изоформы α-синуклеина
Доказано несколько изомерных форм альфа-синуклеина, являющихся результатом альтернативного сплайсинга: α-синуклеин−112, α-синуклеин−126 и, наиболее известная форма, — α-синуклеин−140. Существуют и другие формы, например α-синуклеин−132.

## Структура α-синуклеина
В пресинаптической терминали α-синуклеин существует в равновесном между свободной и везикулосвязанной формами состояниях. Доказательством существования свободной формы может служить, например, факт, что α-синуклеин может быть выделен в чистом виде из цитозоля. В частности, указывается, что в водном растворе α-синуклеин имеет расширенную структуру, состоящую из разнообразных спиралей, не имеющих гидрофобного ядра. Имеет структуру, схожую с тубулин/актин-связывающими белками, что может быть важным для белок-белковых взаимодействий.
В исследованиях  Assia Shisheva 2015 года показано, что агрегацию α-синуклеина с образованием телец Леви предотвращает комплекс белков ArPIKfyve и Sac3., который даже может способствовать расплавлению этих патологических включений. На основе указанного механизма появляется перспектива создания лекарства, способного растворять тельца Леви и лечить ассоциированные с ними деменции, такие как болезнь Паркинсона.

## Исследователи
Крупными исследователями патологических белков, в том числе семейства синуклеинов, являются группы ученых Российской академии наук:
- Нинкина Н. Н. (совместно с Кухарский М., Тарасова Т. и др.).
- Угрюмов М. В. (совместно с Козина Е., Сафандеев В. и др.).